# جبیله رصفاء
جبیله رصفاء (به عربی: جبیلة الرصفاء) یک شهرداری در الجزایر است که در استان تیارت واقع شده‌است. جبیله رصفاء ۴۷۱٬۱۳ کیلومتر مربع مساحت و ۴٬۹۳۰ نفر جمعیت دارد.